# فهیم هاشمی
فهیم هاشمی (زادهٔ ٢٧ سپتامبر ١٩٨۰) 
سیاستمدار اهل افغانستان است. از می ٢۰١٩ الی اوت ٢۰٢۰, وزیر مخابرات و تکنالوژی معلوماتی افغانستان بود. او دومین رییس انتخاب شده کمیته المپیک افغانستان از ٢۰١۴ الی ٢۰١٧ بوده است. وی پیش از محمد ظاهر اجبار, مشاور رییس جمهور بود.

## زندگی اولیه
محمد فهیم هاشمی در ٢٧ سپتامبر ١٩٨۰ در کابل, افغانستان به دنیا آمد, او متعلق به قوم هزاره است.

## کسب و کار
فهیم هاشمی یکی از کارآفرینان پیشتاز افغانستان است. در ٢۰۰٥, او آغاز به تاسیس بزرگترین شرکت لجستیک افغانستان نمود, که متمرکز به تامین خدمات منابع اصولی به دولت افغانستان و نیرو های خارجی بود. در ٢۰١۰, فهیم هاشمی کانال تلویزیونی ١ را تاسیس نمود که دومین شبکه بزرگ تلویزیون در افغانستان است. این ریسک متعلق به خانواده هاشمی, یک خانواده علاقه‌مند به لجستیک نفت, تولیدات صنعتی, خطوط هواپیمایی, تجارت و ساخت و ساز است.